# Hierodula transcaucasica

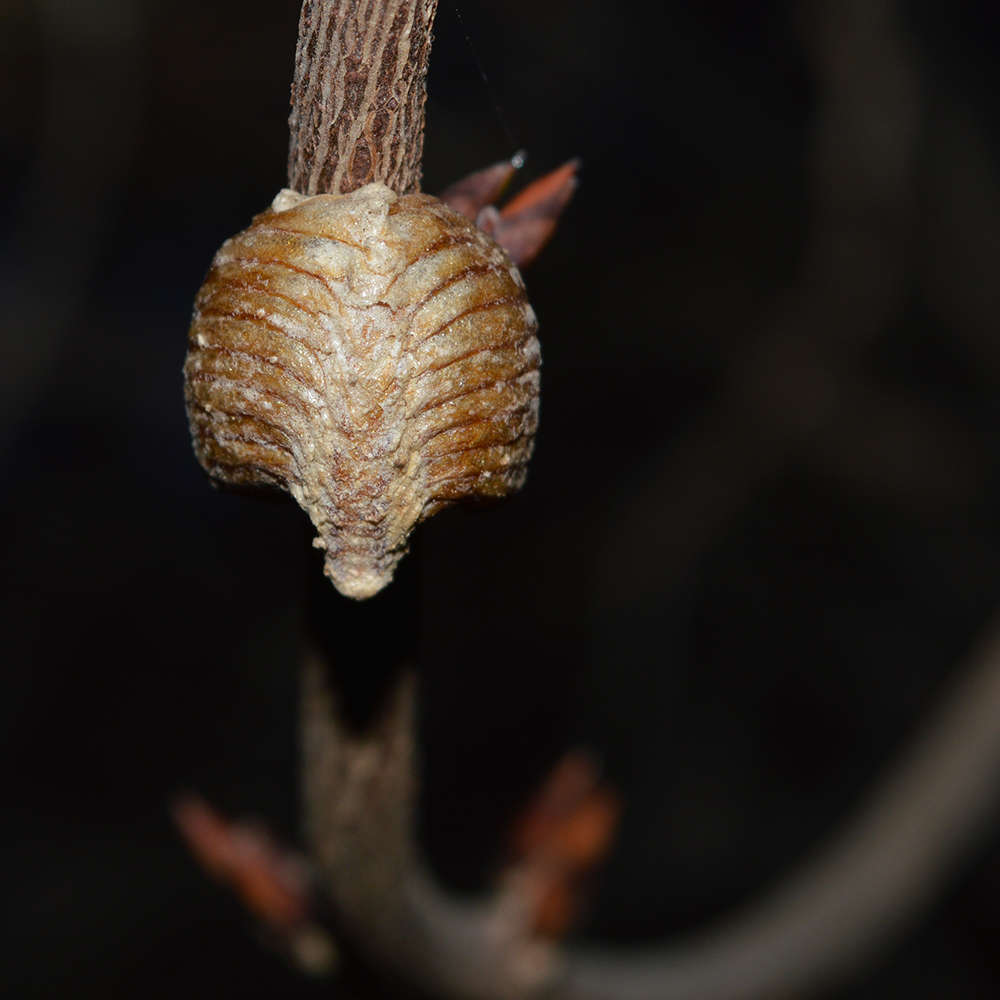
Oothek

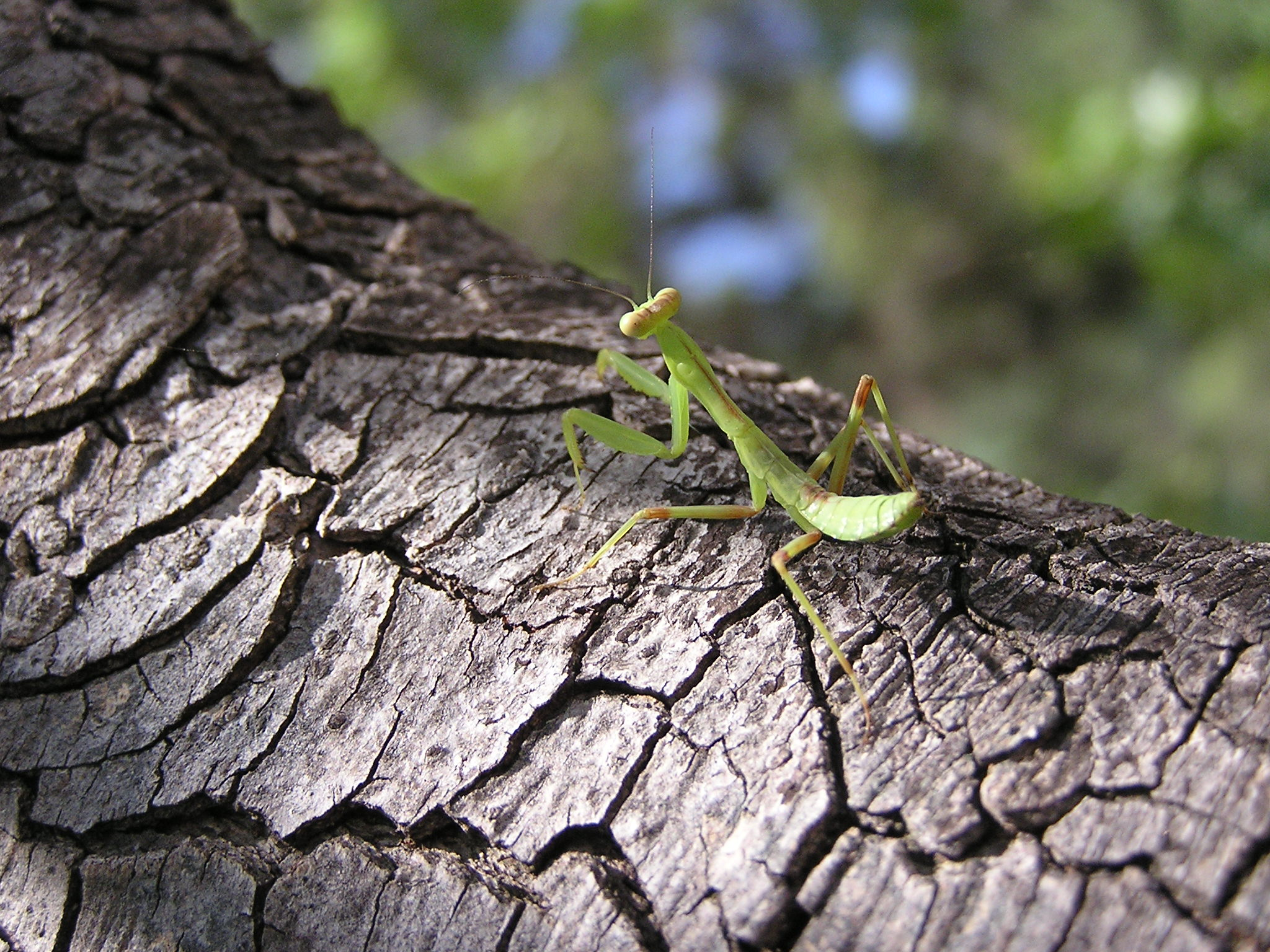
Nymphe

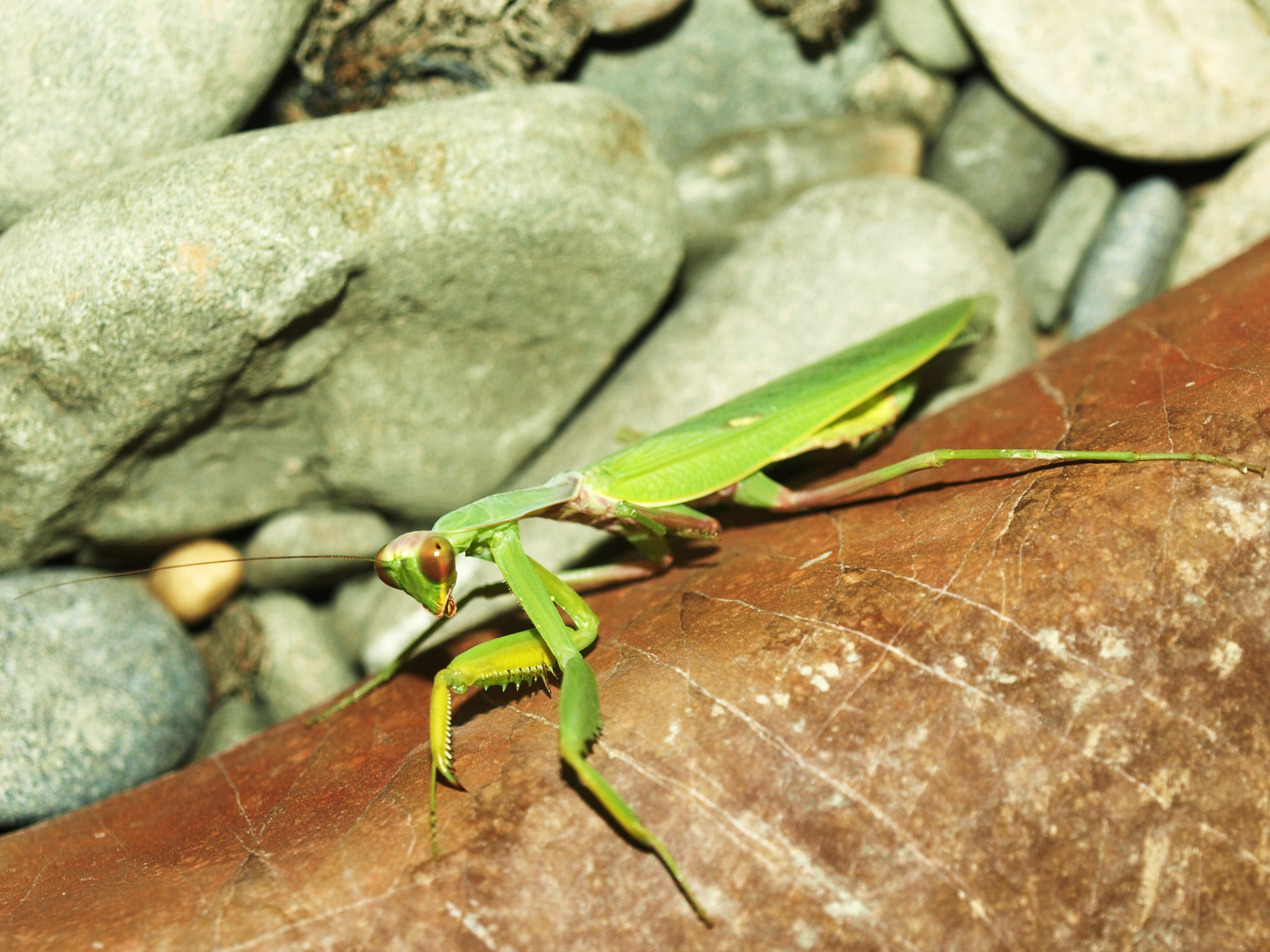
Imago

Hierodula transcaucasica ist eine Art der zu den Insekten gehörenden Fangschrecken. Die ursprünglich im Kaukasus und Südwestasien beheimatete Art konnte sich in jüngerer Zeit stark nach Norden und Westen ausbreiten und ist in vielen Teilen Süd- und Osteuropas mittlerweile eine invasive Art.

## Ähnliche Arten
Von Sphodromantis viridis unterscheidet sich die Art in der Form des Pronotums und des Musters auf den Vorderbeinen. Bei S. viridis ist das Pronotum mäßig lang, aber mit einer deutlichen Verengung vor der supracoxalen Erweiterung. Zudem ist die Innenseite der Vordercoxae mit 3–4 großen gelblichen Flecken versehen. Bei H. transcaucasica ist das Pronotum kurz mit erweiterten Rändern und generell rundlich oder eiförmig, ohne erkennbare Verengung vor der supracoxalen Erweiterung. Die Innenseite der Vordercoxae weist keine großen gelblichen Flecken an der Basis der Marginaldornen auf.
Von Mantis religiosa unterscheiden sich sowohl H. transcaucasica als auch S. viridis durch den fehlenden, bei M. religiosa aber vorhandenen dunklen Fleck auf der Innenseite der Vordercoxae. Dieser kann entweder ganz dunkel oder weiß mit einer dunklen Umrandung sein und ist bereits in späten Nymphenstadien gut sichtbar. Zudem ist das Pronotum bei M. religiosa lang, mit annähernd parallelen Rändern. Das Stigma ist von derselben Färbung wie die Tegmina. Bei S. viridis und H. transcaucasica ist das Stigma auf den Tegmina weißlich und das Pronotum mit gekurvten oder divergierenden Rändern.
Eine sehr ähnliche Art aus Zentral- und Südasien ist Hierodula tenuidentata. Zu unterscheiden ist sie anhand der Bedornung der Vorderfemora. Bei H. transcaucasica sind die internalen und discoidalen Dornen vollständig schwarz auf der Innenseite und bei H. tenuidentata nur an der Spitze schwarz.
Weitere Verwechslungsarten in Europa sind Hierodula patellifera und Iris oratoria. Aufgrund der Größe ist eine Verwechslung mit vielen anderen europäischen Fangschrecken aber eher unwahrscheinlich, da die meisten Arten kleiner bleiben als Hierodula transcaucasica.

## Verbreitung
Ursprünglich war die Art vom Kaukasus bis Zentralasien verbreitet. Genauer von der Halbinsel Krim in der Ukraine entlang der Schwarzmeerküste der Region Krasnodar in Russland über den russischen Teil des Kaukasus und die Kaukasus-Staaten Georgien, Armenien und Aserbaidschan bis in die Türkei, den Iran und Afghanistan. Es scheint auch Vorkommen im Grenzgebiet von Usbekistan, Kirgisistan und Tadschikistan zu geben, die aber eventuell auf Verwechslungen mit Hierodula tenuidentata basieren. Die Typuslokalität befindet sich im Iran, wo die Art 1878 entdeckt wurde. Nach den frühen Funden der Art in Transkaukasien wurde die Art auch benannt (Art-Epitheton transcaucasica). Der früheste Nachweis von der Krim stammt aus dem Jahr 1916.
In jüngerer Zeit breitet sich die Art sowohl natürlicherweise stark aus, als auch durch Verschleppungen in weit vom ursprünglichen Verbreitungsgebiet gelegene Regionen. 2016 wurde sie in der Ukraine in der Oblast Cherson nördlich der Krim nachgewiesen. Sie breitet sich sowohl auf der Krim weiter nach Norden aus, als auch auf dem ukrainischen Festland. 2015 und 2017 wurde die Art auch im Norden Griechenlands gefunden, auf Thasos und in Charopo. Ebenfalls 2017 wurde die Art im Süden Bulgariens nachgewiesen.
Stand 2022 kommt die Art außerhalb der bereits genannten Gebiete an folgenden Orten vor: Nördlich des Schwarzen Meeres und Kaukasus in den russischen Gebieten Oblast Astrachan, Kalmückien und Oblast Rostow, den ukrainischen Gebieten Oblast Donezk, Oblast Saporischschja, Oblast Dnipropetrowsk, Oblast Mykolajiw und Oblast Odessa sowie im Osten der Republik Moldau. Vereinzelte Verschleppungen finden sich auch im Norden der Ukraine, etwa in Kiew und Tschernihiw. Auf dem Balkan in nahezu allen Küstenregionen, vielen Inlandsgebieten und auf zahlreichen Inseln Griechenlands und weiter östlich im Westen der Türkei, in Bulgarien, im Südosten Rumäniens, an der Küste Albaniens und in Nordmazedonien. Weiter nordwestlich wurde die Art auf der Balkanhalbinsel nur vereinzelt nachgewiesen, nämlich im Norden Serbiens, Westen Rumäniens, Süden Ungarns, Norden Ungarns, entlang der Adriaküste Kroatiens und in Slowenien. In Norditalien, in der Po-Ebene, kommt die Art sehr häufig und weit verbreitet vor. Vereinzelt auch im übrigen Teil Norditaliens, in Mittelitalien und auf Korsika. Die nördlichsten Nachweise stammen aus Trient in Italien sowie aus Innsbruck und Klaus in Österreich. In Westeuropa gibt es einen vereinzelten Nachweis aus Madrid in Spanien.
Die Ausbreitung der Art hängt neben Verschleppungen durch den Menschen vermutlich auch mit der globalen Erwärmung und der Entwaldung von Steppenlandschaften zusammen. Die Art scheint sich gut an neue Lebensräume anpassen zu können und verschiedene ökologische Korridore zur Ausbreitung zu nutzen. 2016 und 2017 wurde von Wissenschaftlern bereits eine weitere Ausbreitung der Art angenommen, ähnlich wie bei der nahe verwandten, ursprünglich afrikanischen Art Sphodromantis viridis. Diese Ausbreitung konnte sich schon 2018 bestätigen, als erste Nachweise aus Albanien, Nordmazedonien und Italien vorlagen.

## Ökologie
Hierodula transcaucasica besiedelt vor allem trockenwarmes, kraut- und buschreiches Gelände. Sie hält sich in Habitaten mit Baumbestand bevorzugt in Baumkronen auf und ist gut an kontinentales Klima angepasst. Dadurch kann sie möglicherweise eigene ökologische Nischen in Europa besetzen, was ihr einen Vorteil bei der Ausbreitung verschafft.
Imagines der Art finden sich von Juli bis November, die Nymphen von April bis August. Die Ootheken überwintern.

## Taxonomie
In der Vergangenheit wurde in Erwägung gezogen die Art mit Hierodula tenuidentata zu synonymisieren. Dies fand jedoch nicht statt. Beide Arten sind sich extrem ähnlich und sofern es sich um die gleiche Art handelt, wäre die Färbung der Bedornung der Vorderfemora kein diskriminantes Bestimmungsmerkmal. Aus Europa sind Individuen mit beiden Merkmalen bekannt. Sofern es sich um zwei Arten handelt, kommen also beide in Europa vor.
Aus Griechenland, der Ukraine und Russland liegen sicher bestimmte Nachweise von H. transcaucasica vor. Bei den weiter westlich liegenden europäischen Vorkommen kann es sich teilweise auch um H. tenuidentata oder andere Hierodula-Arten handeln, genitalmorphologisch sicher bestimmte Exemplare liegen bisher nicht vor. Es ist zwar anzunehmen, dass es sich ebenfalls um H. transcaucasica handelt, aber nicht zweifelsfrei bewiesen.